# Джисмонди, Итало
И́тало Джисмо́нди (итал. Italo Gismondi; 12 августа 1887, Рим — 2 декабря 1974, Рим) — итальянский археолог.

## Биография
В 1910 году поступил в «Amministrazione delle Antichità e Belle Arti» и был назначен директором раскопок Остии, где оставался в течение 44 лет.
В 1919—1938 годах служил также суперинтендантом древностей Рима.
Остия была основным направлением работы Джисмонди, он внёс фундаментальный вклад в её изучение. Джисмонди особенно интересовался древней архитектурой.
Восстановил северо-западную часть Терм Диоклетиана (1927), а также работал над Планетарием того же комплекса.
Выполнил многочисленные проекты, в том числе план императорских форумов в Риме (1933).
В 1935—1971 годах работал над исполнением знаменитой модели Рима в Музее римской цивилизации в Esposizione Universale Roma. Модель, построенная в масштабе 1:250, изображает Рим во времена императора Константина (IV век н. э.).
Проводил археологические работы на Сицилии и в Ливии (Киренаика и Триполитания).